# Ідеологічний тиск на науку в СРСР
Ідеологічний тиск на науку в СРСР існував з самого створення СРСР у 1922 році, а найбільшого рівня досяг у 1930-ті — 1950-ті роки, коли цілі розділи науки оголошувалися такими, що не відповідають ідеології марксизму-ленінізму. Дореволюційні наукові школи не користувалися довірою комуністів, оскільки не спиралися в своїй діяльності на «класову теорію». На місце старих спеціалістів комуністична партія просувалася своїх «висуванців», які часто не мали глибокої освіти. У наукових дискусіях замість власне наукових аргументів висувалися звинувачення в співчутті «буржуазній» (тобто закордонній) філософії, ідеалізму, фашизму тощо. Для закріплення панівного стану в науковому середовищі лояльних компартії вчених, проводилися спеціальні сесії наукових організацій, подібні до «мічурінської сесії» 1948 року та «павловської сесії» 1950 року. Найбільше постраждали від ідеологічних втручань біологія, соціальні та історичні науки. У 1960-ті роки пряме втручання в наукові дослідження з боку компартії знизилося, але цензура й ідеологізовані узагальнення й надалі впливали на публікацію наукових праць.

## Біологія
Біологія була однією з найбільш політизованих галузей природничих наук. Однією з причин ідеологічного втручання було те, що теоретична та експериментальна біологія були пов'язані з важливими прикладними галузями, зокрема з сільським господарством та медициною. Крім того, на думку російського та американського історика науки Валерія Сойфера, радянський диктатор Йосип Сталін мав особисті погляди щодо біологічної еволюції, що тяжіли до однієї з форм ламаркізму, а тому підтримував адміністративно тих науковців, які погоджувалися з цією концепцією.
Уже наприкінці 1920-х років марксисти, часто неграмотні в біологічних питаннях, почали під виглядом філософських дискусій атакувати окремих біологів. Так, на 4-му з'їзді анатомів, гістологів і зоологів низка програмних доповідей супроводжувалися контр-доповідями, на яких наполягала комуністична фракція з'їзду на його початку, «у порядку дискусії». Такі дискусії могли виглядати науково-філософськими, а бували й жорсткими спробами переслідування. Зокрема еволюційна теорія авторства Лева Берга була одразу проголошена марксистами ідеалістичною, а її автор невдовзі припинив будь-які наукові виступи з питань еволюції.